# Palác Aventin
Palác Aventin (Nakladatelství Aventinum, či též Zedwitzovský palác) je barokní palác v Purkyňově ulici na Novém Městě v Praze. Budova je včleněna do husté okolní zástavby.

## Dějiny paláce
Původně zde stával středověký dům s historií sahající až do 15. století v bezprostřední blízkosti bývalého židovského hřbitova. Dům ve své historii prošel renesanční, barokní i klasicistní přestavbou. Je nazýván Zedwitzovský palác (přesněji Zedtwitzovský).
Z roku 1707 je písemný záznam o nadzemní části středověkého obestavěného dvora postavené Karlem Arnoštem von Bissinger a v roce 1803 proběhla celková přestavba podle návrhu architekta Ignáce Palliardiho. Roku 1814 se již prameny zmiňují o dobře stavěném dvoupatrovém domě: v podzemí byl sklep a v přízemí byl pokoj pro domovníka, vozovna a stáj pro dva koně, panská kuchyň, kůlna. V prvním patře bylo šest pokojů a dvě pracovny, ve druhém patře pak pěti mansardových pokoji. Snad i půlkruhový altán (zvaný kaple či glorieta), je zřejmě jeho dílem.
V roce 1911 se dům stal majetkem JUDr. Zikmunda, který jej upravil na kanceláře propojené pavlačí. Mezi světovými válkami pak v domě sídlilo nakladatelství Aventinum. Součástí paláce byla i výstavní síň Aventinská mansarda, jež hostila řadu osobností české umělecké avantgardy.
V 80. letech 20. století v paláci sídlilo středisko Slovenské kultury v Praze.
V roce 1989 se majitelem domu stal Vladimír Malínský, kdy dům prošel několika dalšími menšími úpravami. V letech 2006–2007 byl palác rekonstruován a modernizován, při zachování původní barokního prostorového rozvržení i řady gotických prvků.

## Galerie

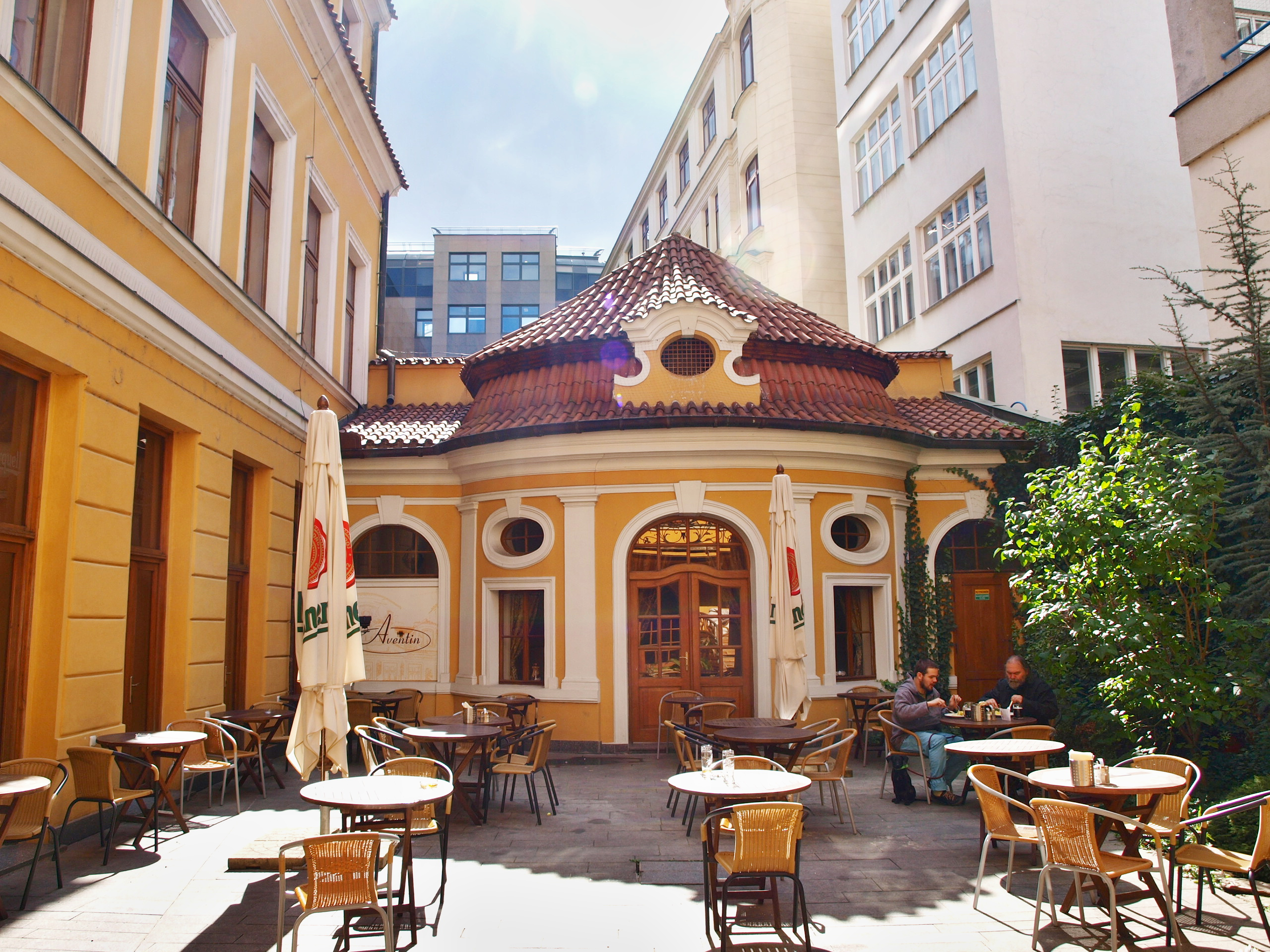
Nádvoří paláce Aventin (altán)
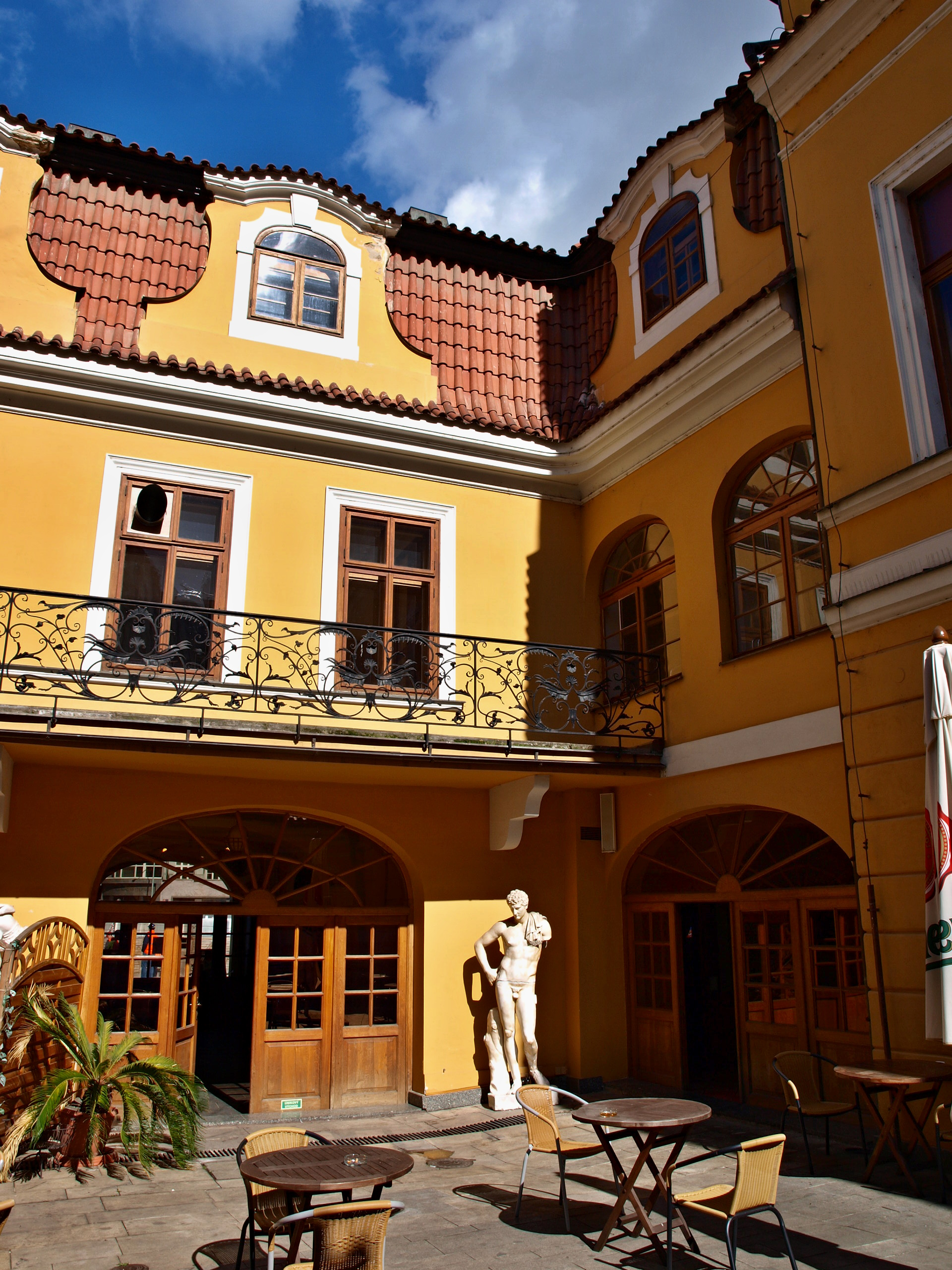
Nádvoří paláce

## Okolí
V těsném sousedství paláce se nacházejí také další zajímavosti:
- Palác Purkyňova (na rohu ulic Purkyňova a Spálená)
- stanice metra Národní třída (Spálená)
- Quadrio - komplex kancelářských a obytných prostor
- Palác Chicago (ulice Charvátova/Národní)